# Upplands runinskrifter 551
Upplands runinskrifter 551 är ett vikingatida runstensfragment av mörkröd sandsten i Husby-Sjuhundra kyrka, Husby-Sjuhundra socken och Norrtälje kommun. U 551 är 0,27 gånger 0,23 meter stort. När man 1939 drog en värmeledning från skolan till kyrkan, påträffades fem runstensfragment alla tillhörande olika runstenar. U 551, och de andra fragmenten som hittades 1939 - U 549, U 550, U 552 och U 553 - förvaras i Husby-Sjuhundra kyrka.

## Inskriften
Translitterering av runraden:
...r lit · ...
Normalisering till runsvenska:
... let ...
Översättning till nusvenska:
... lät ...